# Clibanornis
Clibanornis là một chi chim trong họ Furnariidae.

## Các loài
- Clibanornis rectirostris (Wied-Neuwied, 1831)
- Clibanornis dendrocolaptoides (Pelzeln, 1859) - espinero tacuatí;
- Clibanornis erythrocephalus Chapman, 1919
- Clibanornis rubiginosus (Sclater, PL, 1857)
  - Clibanornis (rubiginosus) obscurus (Pelzeln, 1859)
  - Clibanornis (rubiginosus) watkinsi (Hellmayr, 1912)
- Clibanornis rufipectus Bangs, 1898[4][5]